# Rio Nissan
Nissan ( PRONÚNCIA) é um rio das províncias da Småland e Halland, no Sul da Suécia. 

Começa no noroeste da Småland, tendo a nascente perto da pequena montanha de Taberg, a cerca de 150 metros de altitude, e atravessa Gislaved e Hyltebruk. Na Halland, atravessa a cidade de Halmstad e deságua na baía de Laholm, no estreito de Categate. 

Tem 200 quilómetros de extensão e 2 686 quilômetros quadrados de bacia. Dispõe de 65 centrais hidroelétricas, das quais 5 são geridas pela empresa norueguesa Statkraft.

## Etimologia
O termo está registado no século XIV como Niz.